# 박상태
박상태(朴相泰, 1951년 9월 15일 ~ , 경북 김천)는 대한민국의 세무공무원이다.

## 학력
- 김천고등학교 졸업
- 한양대학교 법학 학사
- 성균관대학교 행정대학원 행정학 석사
- 건국대학교 대학원 경제학 박사

## 경력
- 1973년 : 행정고시 합격
- 1974년 : 마산세관 총무과장
- 1978년 : 재무부 관세국 관세조정과장
- 1988년 : 재무부 관세국 산업관세과장
- 1991년 : 재무부 보험국 손해보험과장
- 1993년 : 재무부 경제협력국 외자정책과장
- 1994년 : 재정경제원 세제실 관세제도과장
- 1995년 : 재정경제원 대외경제국 대외경제총괄과장
- 1996년 : 관세청 감사관
- 1998년 : 관세청 협력국장
- 1999년 : 관세청 정보협력국장
- 2000년 : 관세청 통관지원국장
- 2001년 : 관세청 차장
- 2003년 : 한국신용평가정보 대표이사
- 2010년 : 한국전자금융 사장

## 참고
| 전임 이대영 | 제13대 관세청 차장 2001년 7월 4일 ~ 2003년 4월 29일 | 후임 성윤갑 |